# Onthophagus ramosus
Onthophagus ramosus es una especie de insecto del género Onthophagus, familia Scarabaeidae, orden Coleoptera.

Fue descrita científicamente por Wiedemann en 1823.